# Newton Heath F.C. mùa bóng 1897–98
Mùa giải 1897-1898 là mùa giải thứ sáu của Newton Heath trong Liên đoàn bóng đá và mùa giải thứ tư tại giải bóng đá Hạng hai. Đội bóng đứng thứ tư trong giải đấu, với kết quả này là không đủ để Đội bóng tranh 1 suất dự trận đấu loại nhằm trở lại Giải bóng đá hạng nhất. Tại giải FA Cup, Đội bóng đã bị loại bởi Liverpool ở vòng thứ hai, sau khi đánh bại Walsall ở vòng đầu tiên.
Câu lạc bộ cũng tham gia giải Lancashire Senior Cup và Manchester Senior Cup trong mùa giải 1897-1898. Đội bóng đã lọt vào bán kết của Manchester Senior Cup trước khi bị đánh bại 2-1 bởi Manchester City trong một trận đấu lại, nhưng Đội bóng đã chơi tốt hơn trong giải Lancashire Senior Cup, đánh bại Blackburn Rovers 2-1 trong trận chung kết.

## Giải bóng đá hạng hai (Second Division)
| Thời gian                 | Đối thủ              | H/A | Tỷ số Bt-Bb | Cầu thủ ghi bàn                               | Số lượng khán giả |
| ------------------------- | -------------------- | --- | ----------- | --------------------------------------------- | ----------------- |
| 4 tháng 9 năm 1897        | Lincoln City         | H   | 5 – 0       | Boyd (3), Cassidy, Bryant                     | 5,000             |
| 11 tháng 9 năm 1897       | Burton Swifts        | A   | 4 – 0       | Boyd (3), Cassidy                             | 2,000             |
| 18 tháng 9 năm 1897       | Luton Town           | H   | 1 – 2       | Cassidy                                       | 8,000             |
| 25 tháng 9 năm 1897       | Blackpool            | A   | 1 – 0       | Smith                                         | 2,000             |
| 2 tháng 10 năm 1897       | Leicester Fosse      | H   | 2 – 0       | Boyd (2)                                      | 6,000             |
| 9 tháng 10 năm 1897       | Newcastle United     | A   | 0 – 2       |                                               | 12,000            |
| 16 tháng 10 năm 1897      | Manchester City      | H   | 1 – 1       | Gillespie                                     | 20,000            |
| 23 tháng 10 năm 1897      | Small Heath          | A   | 1 – 2       | Bryant                                        | 6,000             |
| 30 tháng 10 năm 1897      | Walsall              | H   | 6 – 0       | Cassidy (2), Donaldson (2), Bryant, Gillespie | 6,000             |
| 6 tháng 11 năm 1897       | Lincoln City         | A   | 0 – 1       |                                               | 2,000             |
| ngày 13 tháng 11 năm 1897 | Newcastle United     | H   | 0 – 1       |                                               | 7,000             |
| 20 tháng 11 năm 1897      | Leicester Fosse      | A   | 1 – 1       | Wedge                                         | 6,000             |
| 27 tháng 11 năm 1897      | Grimsby Town         | H   | 2 – 1       | Bryant, own goal                              | 5,000             |
| 11 tháng 12 năm 1897      | Walsall              | A   | 1 – 1       | Boyd                                          | 2,000             |
| 25 tháng 12 năm 1897      | Manchester City      | A   | 1 – 0       | Cassidy                                       | 16,000            |
| 27 tháng 12 năm 1897      | Gainsborough Trinity | A   | 1 – 2       | Carman                                        | 3,000             |
| 1 tháng 1, 1898           | Burton Swifts        | H   | 4 – 0       | Boyd, Bryant, Carman, McNaught                | 6,000             |
| 8 tháng 1, 1898           | Woolwich Arsenal     | A   | 1 – 5       | Erentz                                        | 8,000             |
| 12 tháng 1, 1898          | Burnley              | H   | 0 – 0       |                                               | 7,000             |
| 15 tháng 1, 1898          | Blackpool            | H   | 4 – 0       | Boyd (2), Cartwright, Cassidy                 | 4,000             |
| 26 tháng 2 năm 1898       | Woolwich Arsenal     | H   | 5 – 1       | Bryant, Cassidy (2), Collinson, Ord (o.g.)    | 6,000             |
| 7 tháng 3 năm 1898        | Burnley              | A   | 3 – 6       | Collinson, Bryant (2)                         | 3,000             |
| 19 tháng 3 năm 1898       | Darwen               | A   | 3 – 2       | Boyd (2), McNaught                            | 2,000             |
| 21 tháng 3 năm 1898       | Luton Town           | A   | 2 – 2       | Boyd, Cassidy                                 | 2,000             |
| 29 tháng 3 năm 1898       | Loughborough         | H   | 5 – 1       | Boyd (3), Cassidy (2)                         | 2,000             |
| 2 tháng 4 năm 1898        | Grimsby Town         | A   | 3 – 1       | Cassidy (2), Boyd                             | 2,000             |
| 8 tháng 4 năm 1898        | Gainsborough Trinity | H   | 1 – 0       | Cassidy                                       | 5,000             |
| 9 tháng 4 năm 1898        | Small Heath          | H   | 3 – 1       | Boyd, Gillespie, Morgan                       | 4,000             |
| 16 tháng 4 năm 1898       | Loughborough         | A   | 0 – 0       |                                               | 1,200             |
| 23 tháng 4 năm 1898       | Darwen               | H   | 3 – 2       | Collinson (2), Bryant                         | 4,000             |

| # | Câu lạc bộ       | Tr | T  | H | B | Bt | Bb | Hs | Điểm |
| - | ---------------- | -- | -- | - | - | -- | -- | -- | ---- |
| 3 | Manchester City  | 30 | 15 | 9 | 6 | 66 | 36 | 30 | 39   |
| 4 | Newton Heath     | 30 | 16 | 6 | 8 | 64 | 35 | 29 | 38   |
| 5 | Woolwich Arsenal | 30 | 16 | 5 | 9 | 69 | 49 | 20 | 37   |

## FA Cup
| Thời gian           | Vòng đấu       | Đối thủ   | H/A | Tỷ số Bt-Bb | Cầu thủ ghi bàn | Số lượng khán giả |
| ------------------- | -------------- | --------- | --- | ----------- | --------------- | ----------------- |
| 29 tháng 1, 1898    | Vòng 1         | Walsall   | H   | 1 – 0       | Pears (o.g.)    | 6,000             |
| 12 tháng 2 năm 1898 | Vòng 2         | Liverpool | H   | 0 – 0       |                 | 12,000            |
| 16 tháng 2 năm 1898 | Vòng 2 Lặp lại | Liverpool | A   | 1 – 2       | Jimmy Collinson | 6,000             |